# World in Motion
World in Motion è un singolo novelty del gruppo rock-synthpop britannico New Order (accreditato come England New Order) pubblicato nel maggio del 1990 dalla Factory Records con il codice FAC 293. Fu l'ultimo pezzo uscito sotto questa etichetta discografica nonché l'unico in tutta la carriera della band ad arrivare al primo posto della Official Singles Chart. Fu prodotto dalla compagnia della nazionale di calcio dell'Inghilterra per i mondiali del 1990, che ne influenzò anche la composizione. Di fatto l'allora membro del team, Keith Allen, co-scrisse il testo.
Originariamente il brano doveva intitolarsi E for England ma l'associazione calcistica si oppose duramente, poiché era preoccupata che molti avrebbero considerato quella "E" come un riferimento all'estasi.

## Produzione

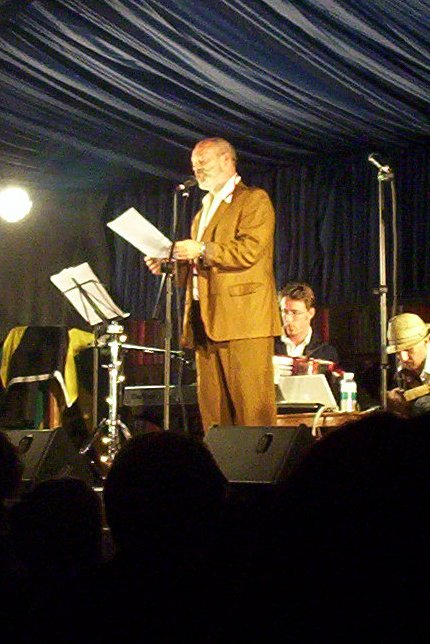
Il commediografo e attore Keith Allen co-scrisse il testo

La base strumentale di World in Motion presenta molte similitudini con la sigla strumentale del programma televisivo d'attualità di DEF II Reportage, composta da Stephen Morris e Gillian Gilbert dei New Order. Il produttore della canzone fu Stephen Hague, che aveva già collaborato con la band per molte sue hit, a cominciare da True Faith.

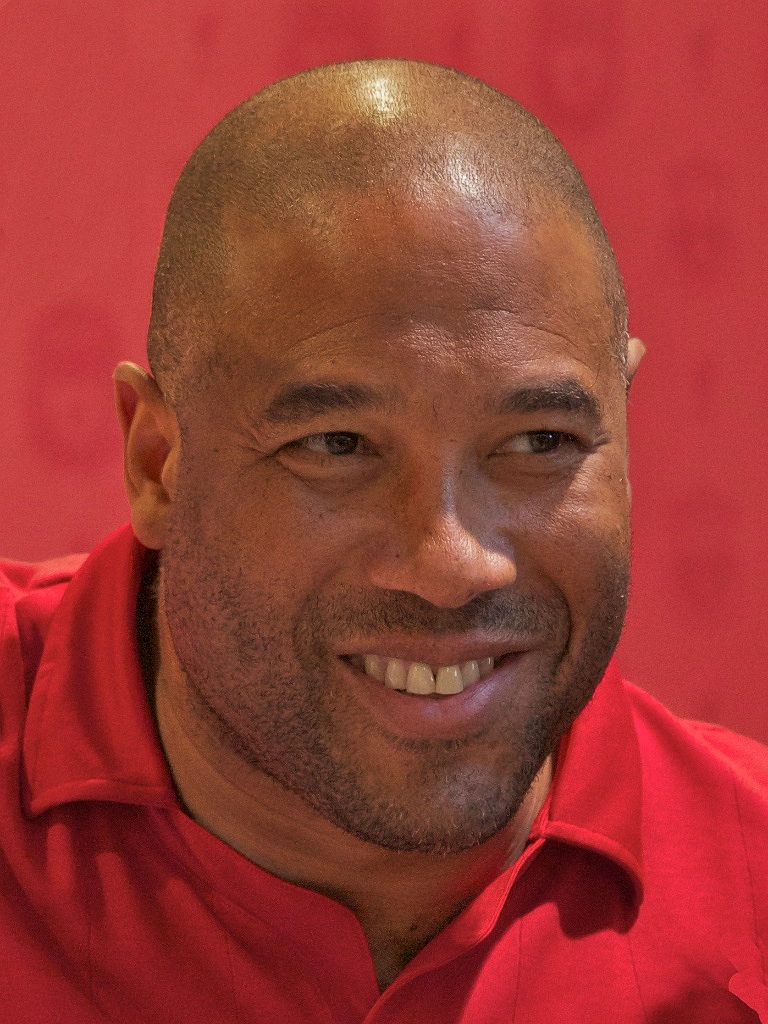
Il calciatore John Charles Barnes rappò una parte di World in Motion

È presente verso il finale una parte rappata fatta dal giocatore John Charles Barnes, che venne scelto dopo un breve contest, a cui parteciparono anche Peter Beardsley, Paul Gascoigne e Chris Waddle, che invece, assieme a Steve McMahon e Des Walker fecero da coristi, urlando "Express yourself" all'inizio di ogni verso. Nel "Carabinieri mix" cantano anche nel ritornello.
Il lato B scelto fu un'iniziale versione del singolo, intitolata semplicemente The B-Side e prodotta dal membro degli Swans Roli Mosimann. Questa oltre a presentare una diversa strutturazione del teso, è priva dei campionamenti dei tifosi dello stadio e del coro dei calciatori e Keith Allen non rappa tutto il testo e qualche volta nell'esecuzione della composizione irrompe dicendo "My name is John Barnes".

## Pubblicazione e remix
Come i predecessori True Faith, Fine Time e Round & Round, World in Motion venne pubblicato su due vinili a dodici pollici separati (e fu l'ultimo ad essere rilasciato cos^): il primo presenta il mix originale mentre il secondo vari remix di DJ. Fra questi è doveroso citare Andrew Weatherall e Terry Farley, che riuscirono a cambiare il coro finale, trasformandolo da"Love's got the world in motion" a "We've got the world in motion".
Nel 1996 Mark Bell dei LFO remixò la canzone che venne inclusa successivamente su The Beautiful Game, uscito in concomitanza alla UEFA Euro 96.
World in Motion venne pubblicato nuovamente nel 2002 per l'inaugurazione del campionato mondiale in Giappone e Corea del Sud, questa volta con Such a Good Thing come B-side. Il risultato però fu deludente: di fatto non riuscì a rientrare nella Top 40 della Official Singles Chart. David Beckham doveva eseguire la parte rappata di questa versione, ma la F.A. dissentì. Si pensò anche di rilanciarlo sotto forma di remix per la FIFA World Cup del 2006. Era stata anche annunciata la data d'uscita, il 29 maggio, ma per una decisione dell'ultimo momento, non venne mai pubblicato il nuovo mix, che è rimasto tutt'oggi inedito.
La frase "They think it's all over" detta dal commentatore calcistico Kenneth Wolstenholme durante la partita Germania-Inghilterra disputata alla Finale del campionato mondiale di calcio del 1966 venne campionata e inserita all'inizio e alla fine della composizione (anche se non è proprio quella originale in quanto Wolstenholme la ri-registrò appositamente per i produttori), assieme a qualche altre registrazioni meno note dell'attore Nigel Patrick, come "A beauty scored by Bobby Charlton" e "We Want Goals", tratte da Goal!, il documentario ufficiale del torneo.

## Utilizzi
Nel 2010 una versione rifatta del singolo fu usata in uno spot dello snack Mars Bar. È presente anche nel film Butterfly Kiss - Il bacio della farfalla, in cui le due protagoniste a più riprese si mettono a cantarlo.

## Tracce
Testi e musiche di Keith Allen, Gillian Gilbert, Peter Hook, Stephen Morris e Bernard Sumner eccetto dove indicato.

### 12" #1: FAC 293 / 7": FAC-7 293 / Cassette: FAC 293C (UK)
1. World in Motion... – 4:30
2. World in Motion... (The B-Side) – 4:48

### 12" #2: FAC 293R (UK) / 12": Qwest 9 21582-0 (USA) / Cassette: 9 21582-4 (USA)
1. World in Motion... (Subbuteo Mix) (Remixato da Graeme Park Mike Pickering) – 5:08
2. World in Motion... (Subbuteo Dub) (Remixato da Graeme Park Mike Pickering) – 4:13
3. World in Motion... (Carabinieri Mix) (Remixato da Andrew Weatherall e Terry Farley) – 5:52
4. World in Motion... (No Alla Violenza Mix) (Remixato da Andrew Weatherall e Terry Farley) – 4:12

### CD: FACD 293 (UK)
1. World in Motion... – 4:30
2. World in Motion... (The B-Side) – 4:14
3. World in Motion... (No Alla Violenza Mix) (Remixato da Andrew Weatherall e Terry Farley) – 5:19
4. World in Motion... (Subbuteo Mix (Remixato da Graeme Park Mike Pickering) – 5:08

### CD: Qwest 9 21582-2 (US)
1. World in Motion... (Single Mix) – 4:30
2. World in Motion... (The B-Side) – 4:48
3. World in Motion... (No Alla Violenza mix) (Remixato da Andrew Weatherall e Terry Farley) – 5:40
4. World in Motion... (Subbuteo Mix) (Remixato da Graeme Park Mike Pickering) – 5:08

### CD: Factory/MCA/Polygram 846 237-2 (Canada)
1. World in Motion... – 4:32
2. World in Motion... (No Alla Violenza Mix) (Remixato da Andrew Weatherall e Terry Farley) – 5:41
3. World in Motion... (Carabinieri Mix) (Remixato da Andrew Weatherall e Terry Farley) – 5:56
4. World in Motion... (Subbuteo Mix) (Remixato da Graeme Park Mike Pickering) – 5:10
5. World in Motion... (Subbuteo Dub Mix) (Remixato da Graeme Park Mike Pickering) – 5:10
6. World in Motion... (The B-Side) – 4:49

### Cassette: Factory/MCA/Polygram 846 237-4 (Canada)
1. World in Motion... (No Alla Violenza Mix) (Remixato da Andrew Weatherall e Terry Farley) – 5:41
2. World in Motion... (Carabinieri Mix) (Remixato da Andrew Weatherall e Terry Farley) – 5:56
3. World in Motion... (Subbuteo Mix) (Remixato da Graeme Park Mike Pickering) – 5:10
4. World in Motion... (Subbuteo Dub Mix) (Remixato da Graeme Park Mike Pickering) – 5:10
5. World in Motion... (The B-Side) – 4:49

### CD: NUOCD12 (UK) - Pubblicato nel 2002
1. World in Motion... – 4:30
2. Such a Good Thing (Prodotto dai New Order e Steve Osborne, BBC Radio Five Live World Cup Theme) – 4:10 (New Order)
3. World in Motion... (No Alla Violenza Mix) (Remixato da Andrew Weatherall e Terry Farley) – 4:12

## Classifiche
| Classifica (1990)                 | Posizione massima |
| --------------------------------- | ----------------- |
| Australia                         | 21                |
| Germania                          | 21                |
| Irlanda                           | 7                 |
| Nuova Zelanda                     | 8                 |
| Regno Unito                       | 1                 |
| Regno Unito (independent)         | 1                 |
| Stati Uniti (alternative)         | 5                 |
| Stati Uniti (hot dance)           | 5                 |
| Stati Uniti (hot dance club play) | 10                |
| Classifica (NUOCD12)              | Posizione massima |
| Regno Unito                       | 43                |
| Classifica (2010)                 | Posizione massima |
| Regno Unito                       | 22                |